# Chasenella pakka
Chasenella pakka is een hooiwagen uit de familie Sclerosomatidae.